# Mitgera (Cruïlles, Monells i Sant Sadurní de l'Heura)
La Mitgera és una obra de Cruïlles, Monells i Sant Sadurní de l'Heura (Baix Empordà) inclosa a l'Inventari del Patrimoni Arquitectònic de Catalunya.

## Descripció
La mitgera de Monells està situada entre dos arcs de la plaça Major del nucli, a la banda nord. Es tracta d'un bloc de pedra calcària d'una sola peça amb una obertura circular a la part superior i una cavitat inclinada a l'interior per tal de poder fer baixar el blat. Porta incisa la data del 1818.

## Història
El poble de Monells va tenir el mercat més important de la comarca durant l'època medieval, mercat que fou l'origen de la pujança econòmica del nucli. L'any 1234 el rei Jaume I va disposar que la mitgera emprada com a mesura de gra a Monells servís de base, juntament amb la de Girona. L'actual mitgera data del segle xix, segons consta a la inscripció del 1818 que figura a la part davantera. Es guardava en el Museu Arqueològic de Girona fins al moment de la restauració de la plaça, quan va ser retornada al seu lloc.